# لي بنغ
لي بنغ (بالصينية: 李鹏) (مواليد 20 أكتوبر 1928 في شانغهاي في الصين - 22 يوليو 2019 في بكين الصين) كان سياسي صيني. عمل كمنصب رئيس الوزراء الرابع لجمهورية الصين الشعبية من عام 1987 حتى عام 1998، وعرف آنذاك ب«جزار بكين» لدوره القمعي في قتل المحتجين خلال مظاهرات ميدان تياننمين. وقد كان رئيس اللجنة الدائمة للمجلس الوطني لنواب الشعب الصيني، أعلى هيئة تشريعية في الصين، من عام 1998 إلى عام 2003.

## روابط خارجية
- لي بنغ على موقع الموسوعة البريطانية (الإنجليزية)
- لي بنغ على موقع مونزينجر (الألمانية)